# Giada Ballan
Giada Ballan (Castelfranco Véneto, 19 de octubre de 1973) es una deportista italiana que compitió en natación sincronizada. Ganó siete medallas en el Campeonato Europeo de Natación entre los años 1991 y 2000.

## Palmarés internacional
| Campeonato Europeo | Campeonato Europeo      | Campeonato Europeo | Campeonato Europeo |
| Año                | Lugar                   | Medalla            | Prueba             |
| ------------------ | ----------------------- | ------------------ | ------------------ |
| 1991               | Atenas (Grecia)         | Medalla de bronce  | Equipo             |
| 1993               | Sheffield (Reino Unido) | Medalla de bronce  | Equipo             |
| 1995               | Viena (Austria)         | Medalla de bronce  | Equipo             |
| 1997               | Sevilla (España)        | Medalla de bronce  | Dúo                |
| 1997               | Sevilla (España)        | Medalla de bronce  | Equipo             |
| 1999               | Estambul (Turquía)      | Medalla de bronce  | Equipo             |
| 2000               | Helsinki (Finlandia)    | Medalla de plata   | Equipo             |